# Бартош Сліш
Бартош Сліш (пол. Bartosz Slisz, нар. 29 березня 1999, Рибник) — польський футболіст, півзахисник, гравець клубу МЛС «Атланта Юнайтед» та національної збірної Польщі.

## Клубна кар'єра
Народився 29 березня 1999 року в місті Рибник. Вихованець футбольної школи клубу РОВ (Рибник). Дорослу футбольну кар'єру розпочав 2015 року в основній команді того ж клубу, в якій провів два сезони, взявши участь у 25 матчах третього дивізіону країни
2017 року перейшов у клуб вищого дивізіону «Заглемб'є» (Любін). Станом на 14 травня 2019 року відіграв за команду з Любіна 27 матчів в національному чемпіонаті.

## Виступи за збірну
2019 року у складі молодіжної збірної Польщі поїхав на домашній молодіжний чемпіонат світу. На турнірі зіграв у 4 матчах, а команда вилетіла на стадії 1/8 фіналу.
| Дата     | Місто      | Господарі  | Результат | Гості  | Турнір            | Голи | Примітки |
| -------- | ---------- | ---------- | --------- | ------ | ----------------- | ---- | -------- |
| 5-9-2021 | Серравалле | Сан-Марино | 1 – 7     | Польща | Відбір до ЧС 2022 | -    | 46'      |
| Усього   |            | Матчів     | 1         |        | Голів             | 0    |          |

## Титули і досягнення
- Чемпіон Польщі (2):

«Легія»: 2019/20, 2020/21
- Володар Кубка Польщі (1):

«Легія»: 2022/23
- Володар Суперкубка Польщі (1):

«Легія»: 2023